# فرد فورتين
فرد فورتين هو كاتب أغاني وعازف قيثارة ومغني كندي، ولد في 15 مايو 1971 في دولبو ميستاسيني في كندا.

## وصلات خارجية
- الموقع الرسمي
- فرد فورتين على موقع IMDb (الإنجليزية)
- فرد فورتين على موقع ميوزك برينز (الإنجليزية)
- فرد فورتين على موقع أول ميوزيك (الإنجليزية)
- فرد فورتين على موقع ديسكوغز (الإنجليزية)